# Agtrup Vig
Agtrup Vig är en vik i Danmark.   Den ligger i Region Syddanmark, i den centrala delen av landet, 190 km väster om Köpenhamn.
Agtrup Vig ligger på den södra sidan av Kolding Fjord, cirka 7 km öster om Kolding.